# ハンドルキーパー
ハンドルキーパーとは、飲み会などで、飲食店や居酒屋へ行ったときに、帰路で車を運転するため酒を飲まない人のことである。
英語ではDesignated Driver (指定運転者）と呼ぶ。

## 飲酒運転追放「ハンドルキーパー運動」の実施
全日本交通安全協会では、飲酒運転の根絶を求める声が全国的に高まっていることから、警察や関係機関の協力を得て、2006年（平成18年）10月27日から飲酒運転追放のための新たな運動として「ハンドルキーパー運動」を実施している。
ハンドルキーパー運動は、自動車で飲食店に来て飲酒する場合、仲間同士や飲食店の協力を得て飲まない人（ハンドルキーパー）を決め、その人は酒を飲まず、仲間を自宅まで送り、飲酒運転事故を防止する運動である。
ハンドルキーパーとしたのは、酒を飲まない人（ハンドルキーパー）が、大事な自動車のハンドルを握り（キープし）、飲酒運転を防ぐことによって人の命を守る（キープする）という意味を込めている。

### 「ハンドルキーパー運動」の具体的な実施内容
全日本交通安全協会では、ハンドルキーパー運動を国民運動として定着化させることを目指し、中央レベルでは、運転者側の団体のJAF（日本自動車連盟）、酒類を提供する側の団体のJF（日本フードサービス協会）などに協力を要請し、全安協とJAF、JFの三者が、ハンドルキーパー運動の推進母体として、 
1. ポスター、チラシ等を作成するなど、ハンドルキーパー運動の周知徹底のための広報
2. 飲食関係、自動車団体、安管企業等の関係機関、団体への参加呼びかけ
3. ハンドルキーパー運動を効果的に推進するためのアイテム（バッジ、ワッペン、ランチョンマット、本運動参加中である旨の表示物等）の企画制作などを推進することとしている。

ハンドルキーパー運動の名称や「ロゴ」を用いたポスターやチラシなどを活用し、積極的な広報を展開することによりハンドルキーパー運動の趣旨を国民に周知するとともに、運転者関係団体などへの参加の呼びかけや酒類を提供する店側に対して協力依頼を行うことを中心に実施している。
また、全国的に、ハンドルキーパー運動を国民運動として定着化させるため、全日本交通安全協会では都道府県交通安全協会、安全運転管理者協議会や都道府県警察などと連携して、
- 飲食業関連行政をつかさどる関係機関
- 運転者関係団体
- 酒類提供業者
- 酒造組合や酒販組合等の酒類製造・販売業者

等の関係機関・団体に対して、次の働きかけを強力に推進している。
1. 運転者関係団体などに対しては、ハンドルキーパー運動への参加を呼びかける。
2. 酒類を提供する店舗に対しては、次のことを協力依頼する。 
  - お客が自動車で来たかどうか確認する。
  - 帰りに運転する者（ハンドルキーパー）を確認する。
  - ハンドルキーパーには、酒類を提供しない。
  - 目印となるものを、ハンドルキーパーに渡したり、席に置く。
  - 運転代行を呼んで帰る等の場合には、その確認ができるまでキーを預かる。